# Melithreptus chloropsis
El mielero nuquiblanco occidental (Melithreptus chloropsis) es una especie de ave paseriforme de la familia Meliphagidae endémica de Australia.

## Descripción
Es un mielero de tamaño mediano, con el plumaje de color verde oliva en las partes superiores y blanco en las inferiores. La cabeza, la nuca y la garganta son negras, con un parche blanco sobre los ojos y una media luna también blanca en la nuca. El pico es de color marrón oscuro y los ojos son de un rojo apagado. Ambos sexos son similares en apariencia.

## Distribución y hábitat
Se distribuye en la esquina suroeste de Australia Occidental, desde Moora en el norte, a través del cinturón forestal de Jarrah, hasta Broomehill, la cordillera Stirling y a lo largo de la costa hasta el golfo de Stokes. Habita en bosques esclerófilos secos que están dominados por jarrah (E. marginata), karri (E. diversicolor) o marri (C. calophylla) en el interior, tuart (E. gomphocephala), eucalipto inundado (E. rudis) o el corteza de papel (M. laxiflora) de hoja estrecha en la llanura costera, o el wandoo (E. wandoo) en las tierras arboladas. Generalmente es sedentario o localmente nómada, las aves en la llanura costera de Swan generalmente hacen movimientos estacionales.